# Infanterie de ligne
 (octobre 2024).

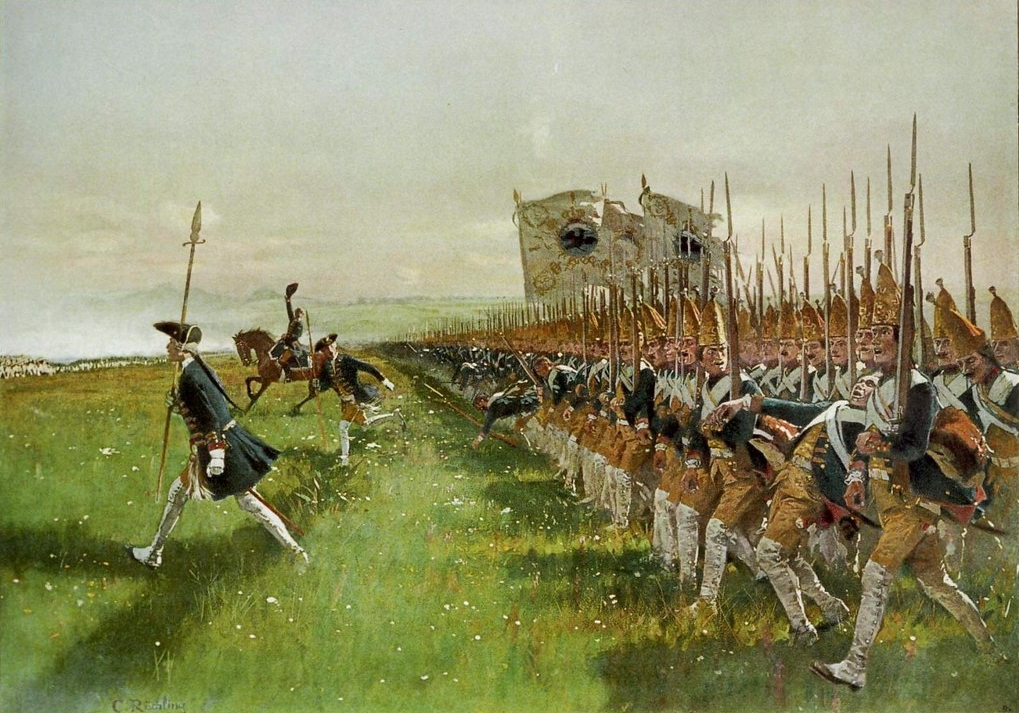
Infanterie de ligne prussienne à la bataille de Hohenfriedberg (1745).

Infanterie de ligne et la ligne désignent les unités d'infanterie classique, généralement des fusiliers, qui combattaient en formation en ligne et composaient les compagnies du centre d'un bataillon.

## Historique
On parle à propos de ces hommes de lignards. L'intérêt du combat en ligne sur la colonne est double : d'une part, face à l'artillerie, un boulet prenant une colonne en enfilade peut causer la perte d'une quinzaine d'hommes, ce qui devient impossible face à une ligne ; d'autre part, pour le tir en ligne, toute la puissance de feu peut être employée simultanément. Ces unités sont équipées de mousquets puis, après la fin du dix-septième siècle, de fusils à silex et de baïonnettes amovibles afin de remplacer la baïonnette à bouchon qui, d'une part, ne s’enlevait plus et, d'autre part, empêchait le tir en obturant le canon de l'arme.
Les unités de ligne s'opposent aux voltigeurs et tirailleurs utilisés pour le harcèlement.

## En France

Infanterie de ligne française vers 1840
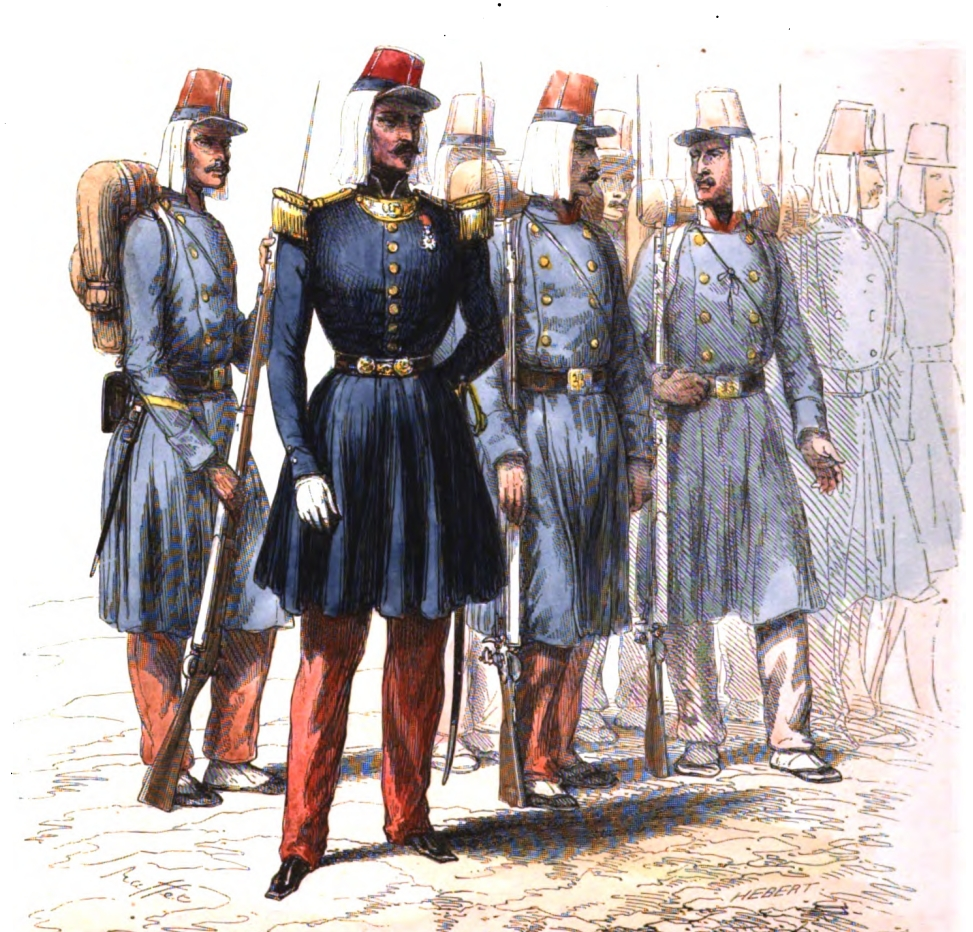
Infanterie de ligne, officier, sous-officier et soldats.

Infanterie de ligne française vers 1866
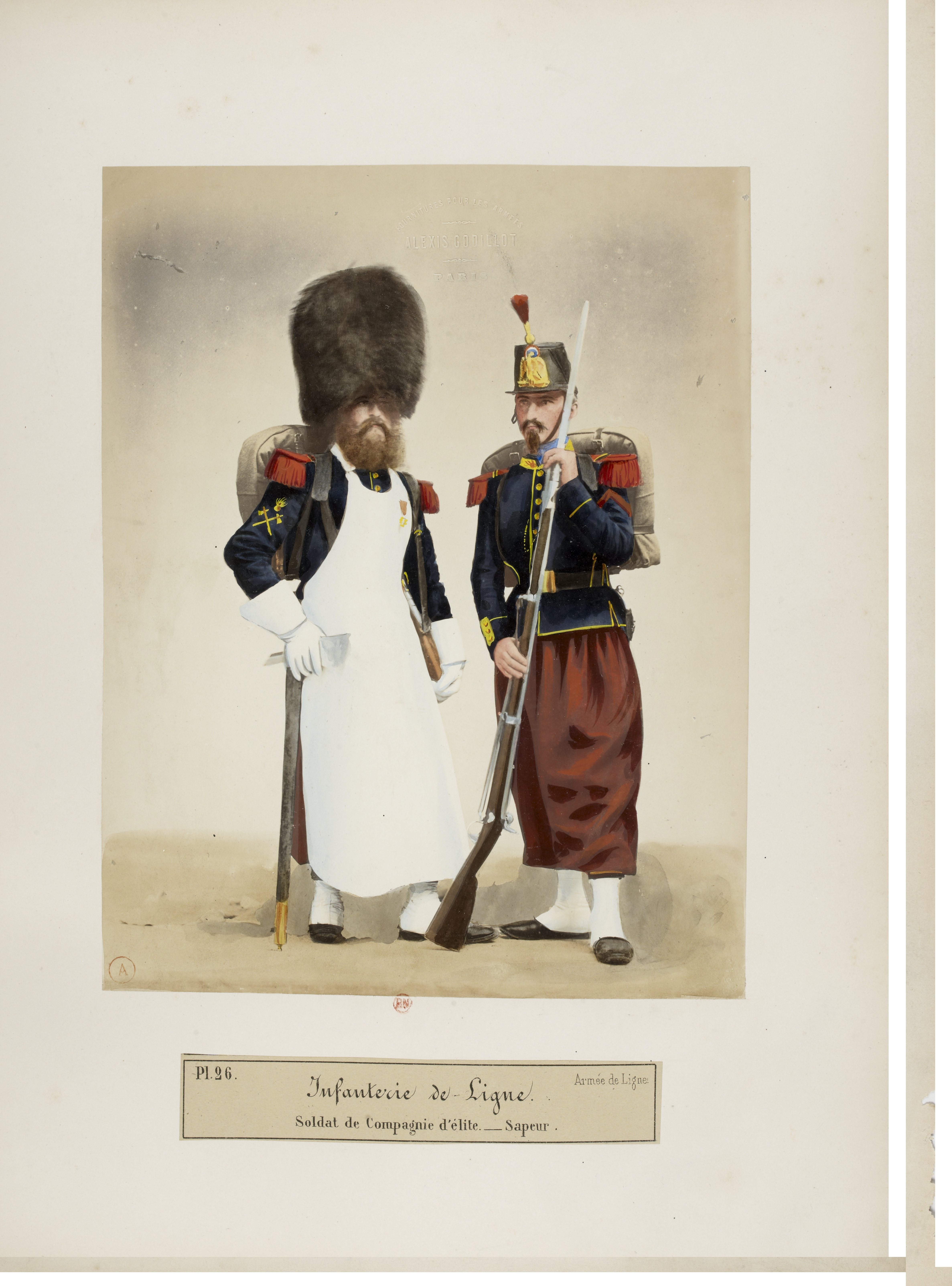
Soldat de compagnie d'élite et sapeur.
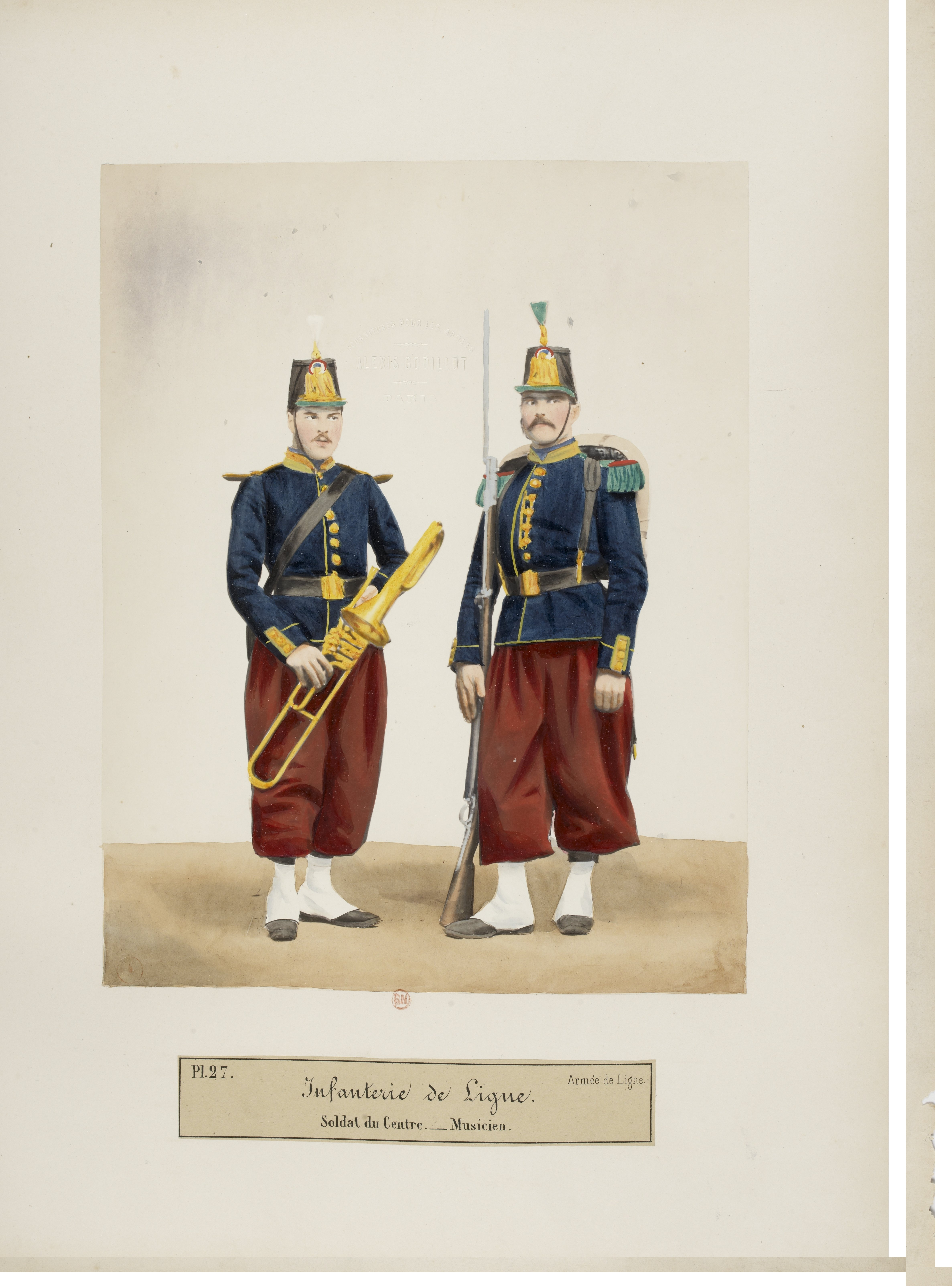
Soldat du centre et musicien.
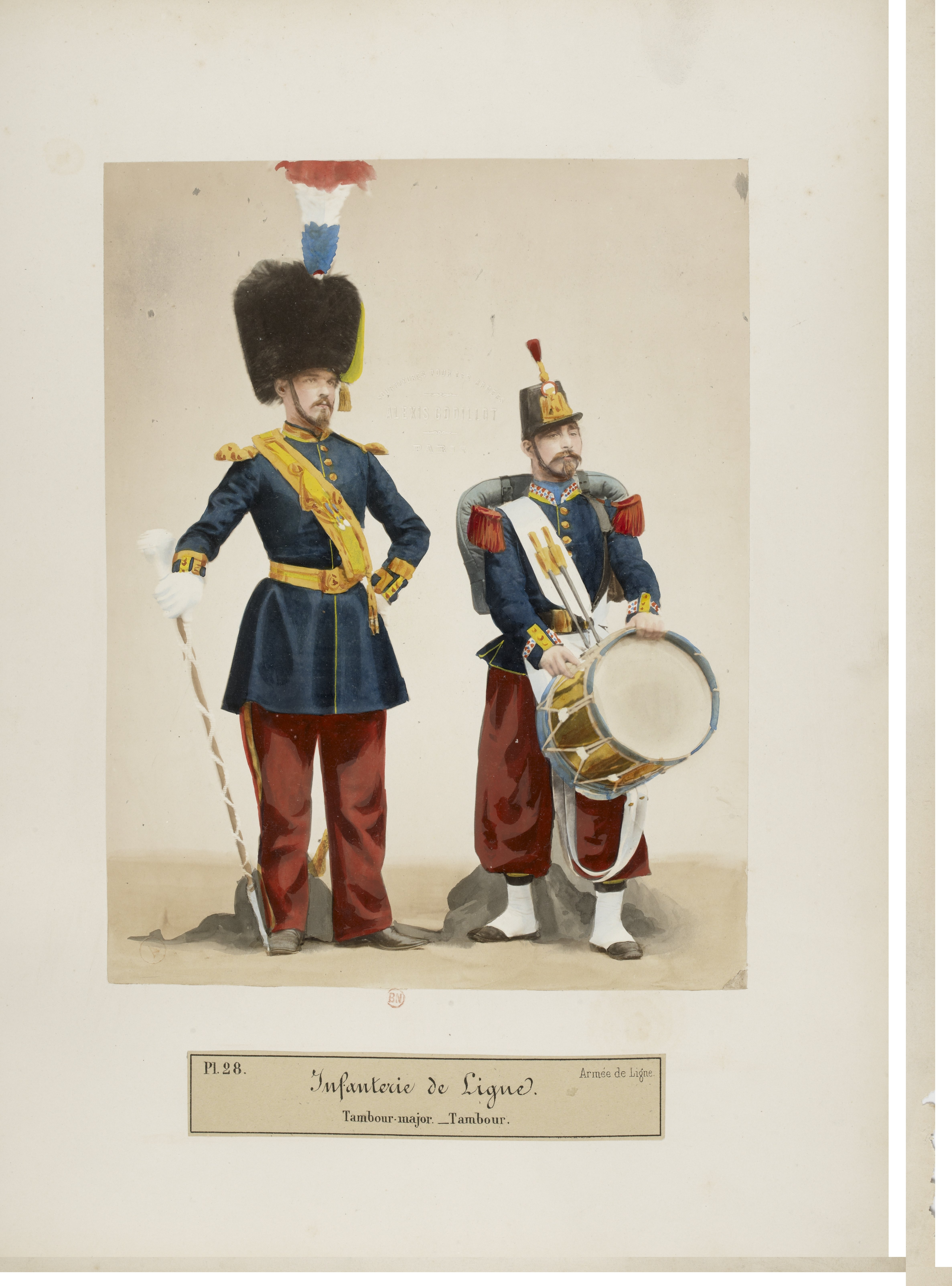
Tambour major et tambour.

En France, l'infanterie fut réorganisée à plusieurs occasions :
- Création des bataillons de volontaires nationaux
- Réorganisation de 1793
- Réorganisation de 1796
- Réorganisation de 1803
- Réorganisation de 1814
- Réorganisation de 1815
- Réorganisation de 1820
- Réorganisation de 1854